# Arcidiocesi di Acapulco
L'arcidiocesi di Acapulco (in latino: Archidioecesis Acapulcana) è una sede metropolitana della Chiesa cattolica in Messico. Nel 2022 contava 1.297.000 battezzati su 1.620.000 abitanti. È retta dall'arcivescovo Leopoldo González González.

## Territorio
L'arcidiocesi comprende 24 comuni della zona costiera dello stato messicano di Guerrero, corrispondente alle regioni di Costa Grande e Costa Chica: Acapulco, Atoyac de Álvarez, Ayutla de los Libres, Azoyú, Benito Juarez, Coahuayutla de José María Izazaga, Copala, Coyuca de Benítez, Cuajinicuilapa, Cuautepec, Florencio Villarreal, Igualapa, Juchitán, La Unión de Isidoro Montes de Oca, Marquelia, Ometepec, Petatlán, San Luis Acatlán, San Marcos, Tecoanapa, Tecpán de Galeana, Tlacoachistlahuaca, Xochistlahuaca e Zihuatanejo de Azueta.
Sede arcivescovile è la città di Acapulco, dove si trova la cattedrale di Nostra Signora della Solitudine (Nuestra Señora de la Soledad).
Il territorio si estende su una superficie di 18.000 km² ed è suddiviso in 76 parrocchie, raggruppate in 12 decanati (2009).

### Provincia ecclesiastica
La provincia ecclesiastica di Acapulco, istituita nel 1983, comprende 3 suffraganee:
- diocesi di Chilpancingo-Chilapa,
- diocesi di Ciudad Altamirano,
- diocesi di Tlapa.

## Storia
La diocesi di Acapulco fu eretta il 18 marzo 1958 con la bolla Quo aptiori di papa Pio XII, ricavandone il territorio dalla diocesi di Chilapa (oggi diocesi di Chilpancingo-Chilapa). La bolla ebbe esecuzione il 24 gennaio 1959. Originariamente era suffraganea dell'arcidiocesi di Città del Messico.
Il 27 ottobre 1964 cedette una porzione del suo territorio a vantaggio dell'erezione della diocesi di Ciudad Altamirano.
Il 10 febbraio 1983 è stata elevata al rango di arcidiocesi metropolitana con la bolla Quo maius di papa Giovanni Paolo II.

## Cronotassi dei vescovi
Si omettono i periodi di sede vacante non superiori ai 2 anni o non storicamente accertati.
- José del Pilar Quezada Valdés † (18 dicembre 1958 - 1º giugno 1976 ritirato)
- Rafael Bello Ruiz † (1º giugno 1976 - 8 maggio 2001 ritirato)
- Felipe Aguirre Franco (8 maggio 2001 - 7 giugno 2010 ritirato)
- Carlos Garfias Merlos (7 giugno 2010 - 5 novembre 2016 nominato arcivescovo di Morelia)
- Leopoldo González González, dal 30 giugno 2017

## Statistiche
L'arcidiocesi nel 2022 su una popolazione di 1.620.000 persone contava 1.297.000 battezzati, corrispondenti all'80,1% del totale.
| anno | popolazione | popolazione | popolazione | presbiteri | presbiteri | presbiteri | presbiteri                | diaconi | religiosi | religiosi | parrocchie |
| anno | battezzati  | totale      | %           | numero     | secolari   | regolari   | battezzati per presbitero | diaconi | uomini    | donne     | parrocchie |
| ---- | ----------- | ----------- | ----------- | ---------- | ---------- | ---------- | ------------------------- | ------- | --------- | --------- | ---------- |
| 1958 | ?           | 400.000     | ?           | 36         | 36         |            | ?                         |         |           |           | 23         |
| 1963 | 432.000     | 450.000     | 96,0        | 34         | 32         | 2          | 12.705                    |         | 9         | 126       | 34         |
| 1970 | 432.000     | 450.000     | 96,0        | 39         | 39         |            | 11.076                    |         | 9         | 137       | 36         |
| 1976 | 722.000     | 750.000     | 96,3        | 56         | 48         | 8          | 12.892                    |         | 19        | 154       | 43         |
| 1980 | 828.000     | 932.000     | 88,8        | 66         | 56         | 10         | 12.545                    | 6       | 21        | 150       | 47         |
| 1990 | 2.620.000   | 3.100.000   | 84,5        | 67         | 57         | 10         | 39.104                    | 12      | 18        | 127       | 55         |
| 1999 | 2.730.000   | 2.860.000   | 95,5        | 100        | 84         | 16         | 27.300                    | 16      | 36        | 217       | 81         |
| 2000 | 2.740.000   | 3.860.000   | 71,0        | 107        | 91         | 16         | 25.607                    | 15      | 28        | 200       | 80         |
| 2001 | 2.795.000   | 3.900.000   | 71,7        | 107        | 89         | 18         | 26.121                    | 16      | 30        | 200       | 82         |
| 2002 | 2.836.000   | 3.955.000   | 71,7        | 108        | 90         | 18         | 26.259                    | 20      | 20        | 204       | 84         |
| 2003 | 2.860.000   | 3.965.000   | 72,1        | 113        | 95         | 18         | 25.309                    | 20      | 30        | 183       | 84         |
| 2004 | 2.865.000   | 3.970.000   | 72,2        | 108        | 89         | 19         | 26.527                    | 20      | 31        | 171       | 86         |
| 2005 | 2.908.000   | 4.030.000   | 72,2        | 111        | 92         | 19         | 26.198                    | 20      | 31        | 140       | 78         |
| 2006 | 2.940.000   | 4.074.000   | 72,2        | 112        | 89         | 23         | 26.250                    | 19      | 35        | 140       | 78         |
| 2011 | 3.049.000   | 4.244.000   | 71,8        | 129        | 107        | 22         | 23.635                    | 22      | 33        | 150       | 84         |
| 2012 | 3.074.000   | 4.258.000   | 72,2        | 126        | 106        | 20         | 24.396                    | 21      | 21        | 187       | 84         |
| 2015 | 1.252.569   | 1.468.117   | 85,3        | 121        | 105        | 16         | 10.351                    | 16      | 21        | 105       | 76         |
| 2018 | 1.272.180   | 1.589.287   | 80,0        | 131        | 111        | 20         | 9.711                     | 13      | 23        | 123       | 76         |
| 2020 | 1.272.180   | 1.589.287   | 80,0        | 132        | 112        | 20         | 9.637                     | 13      | 26        | 120       | 76         |
| 2022 | 1.297.000   | 1.620.000   | 80,1        | 135        | 115        | 20         | 9.607                     | 13      | 26        | 123       | 76         |